# NGC 4789
NGC 4789 ist eine 12,1 mag helle, linsenförmige Galaxie vom Hubble-Typ S0 im Sternbild Haar der Berenike. Sie ist schätzungsweise 374 Millionen Lichtjahre von der Milchstraße entfernt und hat einen Durchmesser von etwa 215.000 Lj.
Im selben Himmelsareal befindet sich die Galaxie NGC 4787.
Das Objekt wurde am 6. April 1785 von Wilhelm Herschel mit einem 18,7–Zoll–Spiegelteleskop entdeckt, der sie dabei mit „just south of a pretty bright star“ beschrieb.